# كوثبرت ستوري
كوثبرت ستوري (بالإنجليزية: Cuthbert Storey)‏ (1878 في المملكة المتحدة - ) هو لاعب كرة قدم بريطاني (وحمل سابقاً جنسية المملكة المتحدة لبريطانيا العظمى وأيرلندا) في مركز مهاجم داخلي. لعب مع نادي بيرنلي.